# Mafalda Teixeira
Mafalda Vasconcelos Ahrens Teixeira (Lisboa, Alvalade, 5 de abril de 1982) é uma actriz portuguesa.

## Biografia
É a filha mais velha de Luís Manuel Graça Ahrens Teixeira (Lisboa, Santa Maria dos Olivais, 22 de janeiro de 1951), de ascendência Alemã, Holandesa, Irlandesa e Italiana, e de sua mulher Vera Neves e Silva Vasconcelos (Lisboa, Santa Isabel, 20 de junho de 1953), neta paterna duma Judia Sefardita, e irmã Filipa Vasconcelos Ahrens Teixeira (Lisboa, Alvalade, 2 de maio de 1984).
Formada em design gráfico, ficou conhecida pela sua participação em Morangos com Açúcar em 2007. A partir daí participou em diversos projectos televisivos. Participou nos concursos Perdidos na Tribo e Big Brother VIP, como concorrente. É casada com Jorge Kapinha, com quem teve um filho chamado Gabriel, nascido a 17 de abril de 2014.
Mafalda Teixeira foi a protagonista da capa do primeiro número da terceira edição portuguesa da revista Playboy, em Junho de 2015, pela objectiva da fotógrafa Ana Dias.

## Televisão
| Ano         | Projeto                               | Papel              | Notas                 | Canal |
| ----------- | ------------------------------------- | ------------------ | --------------------- | ----- |
| 2007        | Morangos com Açúcar (4.ª série)       | Patrícia Oliveira  | Elenco Principal      | TVI   |
| 2008        | Fascínios                             | Prostituta         | Elenco Adicional      | TVI   |
| 2008        | Rebelde Way                           | Dra. Catarina      | Participação Especial | SIC   |
| 2009        | Camilo,O Presidente                   |                    | Participação Especial | SIC   |
| 2009        | Ele É Ela                             | Marta              | Elenco Adicional      | TVI   |
| 2010 - 2011 | Espírito Indomável                    | Olga Torres «Torv» | Elenco Adicional      | TVI   |
| 2011        | A Família Mata                        | Joana              | Participação Especial | TVI   |
| 2011        | Perdidos na Tribo                     | Ela Própria        | Concorrente           | TVI   |
| 2011        | Remédio Santo                         | Magda Sampaio      | Elenco Adicional      | TVI   |
| 2011        | Velhos Amigos                         | Joana              | Elenco Adicional      | RTP1  |
| 2012 - 2013 | Doce Tentação                         | Glória Bastos      | Elenco Principal      | TVI   |
| 2012        | Morangos com Açúcar – O Filme         | Patrícia Oliveira  | Elenco Principal      | TVI   |
| 2013        | Big Brother VIP                       | Ela Própria        | Concorrente           | TVI   |
| 2013        | Casos da Vida: Vidas (des) Enrascadas | Soraia             | Elenco Principal      | TVI   |
| 2015        | Santa Bárbara                         | Gisela             | Elenco Adicional      | TVI   |
| 2015        | Os Nossos Dias                        | Rute               | Elenco Adicional      | RTP1  |
| 2017        | Ouro Verde                            | Filomena           | Elenco Adicional      | TVI   |
| 2017        | Jogo Duplo                            | Acompanhante       | Elenco Adicional      | TVI   |
| 2017        | Espelho d'Água                        | Soraya             | Elenco Adicional      | SIC   |
| 2019        | Terra Brava                           | Iva                | Elenco Adicional      | SIC   |
| 2020 - 2021 | Bem Me Quer                           | Micaela            | Elenco Adicional      | TVI   |
| 2022        | A Lista                               | Susana Miranda     | (OPTO)                | SIC   |
| 2022 - 2023 | Por Ti                                | Fábia              | Elenco Adicional      | SIC   |
| 2023        | Queridos Papás                        | Gabriela           | Elenco Adicional      | TVI   |
| 2024        | Salto de Fé                           | Eva                | Elenco Principal      | RTP1  |
| 2025        | Vizinhos Para Sempre                  | Débora Félix       | Elenco Adicional      | TVI   |

## Teatro
- 2010 - Duas Vidas, Teatro A Comuna (Duas Vidas (projecto teatral de 2010))

## Cinema
- 2013 - Talvez, Curta-Metragem de Luciano Sazo[5]
- 2012 - Morangos com Açúcar - O Filme, personagem Patrícia Oliveira (Plural Entertainment)